# Plundered My Soul
Singles de The Rolling Stones
Biggest Mistake
(2006) No Spare Parts
(2011)
Plundered My Soul est une chanson du groupe de rock britannique The Rolling Stones parue pour la première fois lors de la réédition de l'album Exile on Main St. en 2010. Elle est également parue en single le 17 avril 2010 en édition limitée dans les magasins indépendants en l'honneur du Record Store Day avec en face B All Down the Line.
La chanson s'est classée deuxième au classement américain des singles vendus physiquement quarante-deuxième au classement américain rock. Le single s'est classée quinzième en France, et y est resté pendant une semaine. Le clip a été réalisé par Jonas Odell.
Plundered My Soul provient des sessions de l'album Exile on Main St. sur laquelle des ajouts de voix et de guitares de Mick Jagger et de Mick Taylor ont été fait plus récemment en 2009 dans un studio à Londres.

## Personnel
Crédités:
- Mick Jagger : chant, guitare acoustique, percussion
- Keith Richards : guitare rythmique
- Mick Taylor : guitare solo
- Bill Wyman : basse
- Charlie Watts : batterie
- Nicky Hopkins : piano, orgue
- Bobby Keys : saxophone
- Lisa Fischer et Cindy Mizelle : chœurs

## Classements
| Classements (2010)        | Meilleure position |
| ------------------------- | ------------------ |
| France (SNEP)             | 15                 |
| Pays-Bas (Single Top 100) | 3                  |
| Suède (Sverigetopplistan) | 27                 |